# Uramya quadrimaculata
Uramya quadrimaculata är en tvåvingeart som först beskrevs av Macquart 1846.  Uramya quadrimaculata ingår i släktet Uramya och familjen parasitflugor. Inga underarter finns listade i Catalogue of Life.